# Svatopluk I.
Svatopluk (cca 840 – 894; též Sventopluk, Zventapu, Zwentibald, Zuendibolch, Suatopluk; řecky Σφενδοπλόκος, Σφεντοπλικος, staroslověnsky Свѧтопълкъ, starorusky Свѧтополкъ/Святополкъ, slovensky Svätopluk) byl v letech 871–894 třetí a nejvýznamnější panovník Velkomoravské říše. Pocházel z dynastie Mojmírovců.

## Cesta k moci
Svatopluk byl synovcem knížete Rostislava. Koncem 50. let 9. století Svatopluk získal politickou moc v Nitranském knížectví, které bylo součástí Velkomoravské říše. V roce 867 Rostislav nitranské knížectví (opět) potvrdil jako lenní území Velké Moravy. Svatoplukův vliv na politické dění tak značně vzrostl. Svatopluk je uveden v soudobých písemných pramenech, konkrétně Fuldských letopisech v roce 869, kde se uvádí, že syn východofranského krále Ludvíka Němce Karloman „ničil ohněm a mečem království Rostislavova synovce Svatopluka“.
V roce 870 Svatopluk svěřil nitranské knížectví pod ochranu východofranské říše a Rostislavovi vypověděl poslušnost. Ten se pokusil Svatopluka zabít a obnovit svůj vliv v Nitranském knížectví. Svatoplukovi se ale podařilo Rostislava zajmout a následně ho předal do rukou Karlomana a jeho otce, východofranského krále Ludvíka Němce, dlouholetého Rostislavova oponenta. Rostislav byl odsouzen k smrti, později omilostněn a pouze oslepen a doživotně vězněn patrně v Klášteře svatého Jimrama (sv. Emeramma) v Řezně.
Svatopluk po tomto činu očekával, že ho Frankové potvrdí v pozici velkomoravského panovníka. Karloman ovšem namísto toho vyslal na Velkou Moravu dva franské markrabí, Viléma a Engilšalka I. Hornopanonského, coby velkomoravské regenty. Svatopluk byl obviněn ze zrady a zároveň se sv. Metodějem uvězněn. Moravané se domnívali, že Svatopluk zahynul, proto roku 871 vyvolali proti vnucené franské vládě lidové povstání a začali vyhánět franské posádky. Povstání vedl Slavomír, kněz z rodu Mojmírovců, příbuzný Svatopluka. Karlomanovi vojevůdci Vilém a Engilšalk se snažili bojovat se stejným úsilím, ale povstání neudusili. Karloman vyslal na Moravu vojsko, do jehož čela dosadil propuštěného Svatopluka, kterému nikdo nemohl prokázat zločiny, z nichž byl obviněn. Svatopluk slíbil Karlomanovi, že bude proti Slavomírovi bojovat. Karloman se pravděpodobně domníval, že Svatopluk, znalý místních opevnění, povstání přemůže. Jakmile ale franská výprava dorazila k pevnosti (pojmenované Franky jako Staré Město Rostislavovo), Svatopluk přeběhl na povstaleckou stranu, chopil se vojenského velení a nic netušící franské síly, které mezitím budovaly obléhací tábor, zcela rozdrtil.
V květnu roku 872 poslal Ludvík II. Němec proti Moravanům Durynky a Sasy, kteří utrpěli další zdrcující až ostudnou porážku. Fuldské letopisy vypravují, že dokonce některá hrabata byla na útěku moravskými ženami kyji shazována z koní a zbita. Opět byla pak poslána vojska Franků proti Slovanům. Některé proti Čechům, další na pomoc Karlomanovu vojsku. Zatímco vojsko vedené mohučským arcibiskupem Luitbertem zahnalo české vojsko na útěk, würzburský biskup Arno a opat fuldského kláštera Sigibert, kteří byli posláni na pomoc Karlomanovi proti Moravanům, ač dotírali na Moravany, ztratili velké množství vojáků a vrátili se s velkými obtížemi. Zatímco Karloman v zemi Moravanů pustošil, Svatopluk tajně vyslal početné vojsko a přepadl šest tisíc Bavorů, kteří byli zanecháni na břehu Dunaje ke střežení lodí. Jedny pobil, jiné dal utopit v řece a další odvedl jako zajatce. A málokdo odtamtud unikl, pouze řezenský biskup Embrich s několika málo lidmi.

## Knížetem

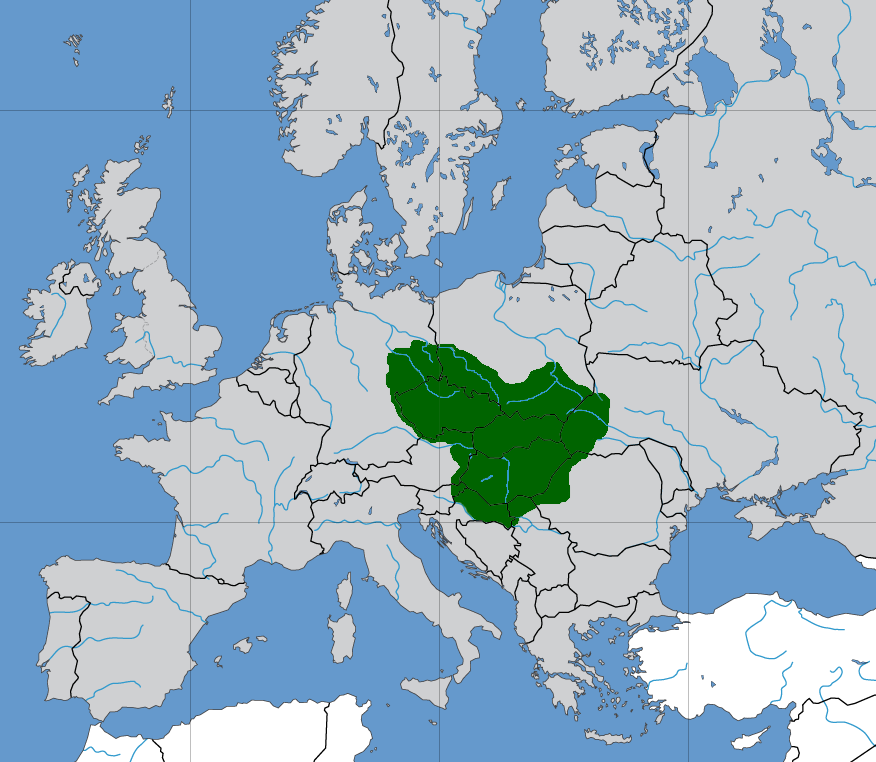
Mapa Velkomoravské říše za svého největšího rozsahu za vlády Svatopluka I.

Když na zásah papeže Jana VIII. byl Ludvík II. Němec donucen propustit arcibiskupa Metoděje ze zajetí v klášteře Elwangen, papežův legát Pavel z Ankony doprovodil arcibiskupa Metoděje ke Svatoplukovi. Ten se všemi Moravany přijal Metoděje a svěřil mu do správy všechny kostely a duchovenstvo ve všech městech.
V roce 874 Svatoplukův vyslanec Jan z Benátek, kněz z gradského patriarchátu, zřejmě Svatoplukův kancléř (není totožný se stejnojmenným papežským legátem do Dalmácie a Bulharska), dohodl ve Forchheimu uzavření míru s Ludvíkem II. Němcem. Tím se sice Svatopluk zavázal odvádět východofranské říši poplatky a formálně uznávat její svrchovanost, nicméně měl mírem se svým nejsilnějším sousedem zajištěn zcela volný prostor pro vlastní mocenskou expanzi. Ta byla usnadněna civilizačním náskokem (působení cyrilometodějské misie) na Velké Moravě oproti slovanským sousedům. Svatopluk tak už roku 874 získal území podél horního toku řeky Visly, dále ke své říši pevně přimkl dnešní slezské oblasti (Opavsko, Holasicko). V roce 881 (884) připojil kraj podél řeky Tisy, od roku 888 byly velkomoravskou součástí také Čechy (knížectví Přemyslovců) a Lužice (Lužičtí Srbové).
Svatopluk uskutečnil významnou společenskou a vojenskou reformu. Velká Morava potvrdila své silné postavení ve střední Evropě, a to i pokrokem ve vytváření moravské církevní samosprávy, na které se podílel Metoděj, který byl na podzim roku 869 papežem Hadriánem II. posvěcen na biskupa a ustanoven arcibiskupem Panonie a Moravy. Vnější působnost moravské církve byla v souladu s římskou zahraniční orientací moravského státu a vedle dočasné mírové politiky vůči Franské říši pravděpodobně souvisela s dalšími Svatoplukovými mocenskými ambicemi.

## Králem
V červnu roku 880 byl Svatopluk na vlastní žádost papežem Janem VIII. listinou „Industriae tuae“ přijat s celou zemí a veškerým lidem pod patronaci Říma a papežů, tedy v té době nejvyšší instance nadřazené i oběma císařstvím. Pasáž o pominutí jiných světských vládců zamítá veškeré nároky z franské nebo jiné strany. Papežskou bulou „Industriae tuae“ z roku 880 byl Metoděj potvrzen arcibiskupem a potvrzeno privilegium jeho arcbiskupství se sídlem na Moravě. Biskupem v Nitře se stal Wiching. Bulou „Industriae tuae“ byla Velká Morava prohlášena za léno Svatého stolce, čímž se jí dostalo rovnoprávného postavení s východofranskou říší. Svatoplukovi se „divina gratia“ (boží milostí) tedy roku 880 dostalo papežské patronance, jejíž prvořadý význam fakticky první mezi slovanským státem a Římem (když obdobný akt mezi Bulharskem a Římem vyzněl naprázdno), zdůraznilo označení Svatopluka titulem „unicus filius“, který byl vyhrazen císařům nebo byl používán pro označení kandidátů na císaře. Možná právě proto perská kronika „Země světa (Hudúd al-Álam)“ označila Svatopluka titulem císaře hned čtyřikrát. Za rozporů ve Franské říši, kde v té době právě nebylo císaře, představovalo Svatoplukovo království pro papežství nejsilnější státní útvar západního římského universa a protiváhu v jeho záměrech a politice vůči franskému panství v Evropě. K povýšení Svatopluka do hodnosti královské se vrací kronika Reginona z Prümu ve zprávě k o 10 let pozdějšímu roku 890 v souvislosti s někdejším pokřtěním Arnulfova nemanželského syna Svatopluka. Privilegium papeže Jana VIII. potvrdil list papeže Štěpána V. (VI.) „Svatoplukovi, králi Slovanů“ ze září roku 885. Zdůrazněn je teokratický původ vládní moci. Významným je též oslovení Svatopluka jako krále v římském hierarchickém pojetí. Roku 885 byl římskou kurií s potvrzením patronance a protekce „nulla terrarum obsistente intercapedine“ králem označován současně se zdůrazněním, že v rukou božích „sunt omnia iura regnorum“ („jsou všechna práva království“). Podle Dukljanské kroniky byl král Svatopluk legáty papeže Štěpána V. (VI.) "korunován rukou vikáře Honoria, kardinálů a biskupů podle způsobu římských králů (more Romanorum regum)".
Králem nazývá Svatopluka také saský kronikář Widukind, bavorský letopisec Jan Aventinus, Kosmas, Dalimil, Přibík Pulkava z Radenína a řada dalších. Na rozdíl od Fudských letopisů, jejichž označení Svatopluka jako vévody (dux) je projevem jejich tendenčnosti, užívá Regino z Prümu adekvátního označení král (rex), odpovídající oslovení římské kurie roku 885. Svatopluka jako krále Moravy titulují všechny následující kroniky: Reginonis Chronicon (Kronika Reginona), Widukindi Monachi Corbeiensis Zrum Gestarum Saxonicarum (Saské dějiny korvejského mnicha Widukinda), Cosmae Pragensia Chronica Boemorum (Kosmy pražského kronika Čechů), Presbyteri Diocleatis Regnum Sclavorum (Letopis popa Dukljanina Království Slovanů), Annalista Saxo (saský letopisec), Annales Gradicenses (Letopisy hradišťské), Notae de episcopis Pataviensibus (Záznamy o pasovských biskupech), Dalimilova kronika, Cronica Przibiconis dicti Pulkaua (Kronika Přibíka, zvaného Pulkava), Annales Bohemici (Letopisy české), Auctarium Mellicense (Auktárium melcké), Granum catalogi praesulum Moraviae (Jádro katalogu biskupů moravských), Augustini Olomucensis Episcoporum Olomucensium series (Augustin Olomoucký seznam olomouckých biskupů), Aeneas Sylvius Picollomini Historia Bohemica (Dějiny české Aenea Sylvia Piccolominiho), Ioannis Aventini Annales Boiorum (Letopisy Bavorů od Jana Aventina), Ibn Rusta, Kniha vzácných drahokamů (Kitábu l-a láqin-nafísati). Ibn Mahmud Gardízí v díle Kniha okrasy historie (Kitábe zajnu l-achbár) píše sice ne o králi, ale o nejvyšším vládci, který „si klade na hlavu korunu“. Kroniky tedy titulují naprosto stejně jak Svatopluka I. Moravského, tak i západoevropské krále.

## Vztahy k sousedním státům
V zimě na počátku roku 882 synové někdejších markrabat Viléma a Engilšalka I., oněch, kteří v roce 871 padli na Moravě, sesadili z pozice místodržícího Východní marky (východofranské hraniční území, dnes součást Rakouska), Svatoplukova spojence Aribona, kam jej dosadil východofranský král Karel III. Tlustý. Poté byl Karlem III. opět potvrzen, ale na jaře téhož roku Vilémovci Aribona z Východní marky vyhnali. Svatopluk vázán smlouvou s Aribonem vtrhl v létě roku 882 jako spojenec východofranského panovníka Karla III. do Východní marky (východofranské hraniční území, dnes součást Rakouska) a Vilémovce odtud vypudil a hrabství vrátil Aribonovi. Téhož roku Svatopluk zajal na severní straně Dunaje Verinhara, prostředního ze tří Engilšalkových synů, a hraběte Vecila, který byl jejich příbuzným, a krutě se pomstil potomkům těch, kteří způsobovali příkoří Svatoplukovi a Moravanům především v roce 871. Verinhara a Vecila krutým způsobem zmrzačil a vše z jejich majetku zničil ohněm. Vilémovci, když nemohli očekávat od Karla III. nic dobrého, se přidali k silám Arnulfa Korutanského (pozn.: Arnulf měl syna Zwentibolda neboli Svatopluka, jemuž byl Svatopluk I. Moravský kmotrem). Arnulfovi vazalové proti Svatoplukovi uzavřeli spojenectví s Bulhary. Bulhaři se zmocnili některých Svatoplukem dobytých území v dnešním východním Maďarsku (Potisí). Když se Svatopluk dověděl, že se Vilémovci spojili s Arnulfem a uchýlili se pod jeho ochranu, varoval Arnulfa, že nebude tolerovat jeho podporu Svatoplukovým nepřátelům a požadoval, aby Arnulf Vilémovce vyhnal. Arnulf odmítl. Svatopluk tedy v roce 883 shromáždil velké vojsko a napadl západní část Panonie, velkou část území rozvrátil a vrátil se nedotčen. V roce 884 Svatopluk znovu přitáhl do Panonie s ohromným vojskem, aby rozvrátil, co ještě zbylo. V tomto tažení disponoval tak velkým vojskem, že jedním místem procházelo od východu až do západu slunce. S tímto vojskem po 12 dní kořistil v Arnulfově království, a pak se s úspěchem vrátil. Potom poslal část vojska přes Dunaj. Když proti Svatoplukovým vojákům neprozřetelně vytáhli starší synové Viléma a Engilšalka Megingoz a Papo spolu s Panony, byli poraženi a při útěku se utopili v řece Rábě. Bratr hraběte Bertolda byl s mnoha jinými zajat. Svatopluk následně Bulhary vyhnal a podařilo se mu tak připojit k Velkomoravské říši celou Panonii. Nechal si tento krok potvrdit od Karla III. dohodou ve Vídeňském lese na Komiánském kopci poblíž řeky Tullnu roku 884. Karel III. taktéž prodloužil mírovou smlouvu s Velkomoravskou říší a Svatoplukovy pozice byly upevněny. V roce 885 se Svatopluk usmířil i s Arnulfem, který se stal roku 887 po Karlu III. východofranským králem. V roce 885 byla na austrijském pomezí Bavor mezi králem Moravanů Svatoplukem a králem Bavorů Arnulfem stvrzena mírová smlouva. Svatopluk si vzal za manželku Arnulfovu sestru Giselu a pokřtil jménem Svatopluk Arnulfova nemanželského syna. Arnulf se stal roku 887 po Karlu III. východofranským králem.
V roce 888 zemřel Přemyslovec Bořivoj I., který křtem (pravděpodobně byl křtěn na Moravě, podle pozdních legend přímo sv. Metodějem) a mocenskou podporou Svatopluka prosadil dominantní postavení svého rodu v dnešních Čechách. Po smrti Bořivoje Svatopluk v Čechách vládl přímo.

## Završení vlády

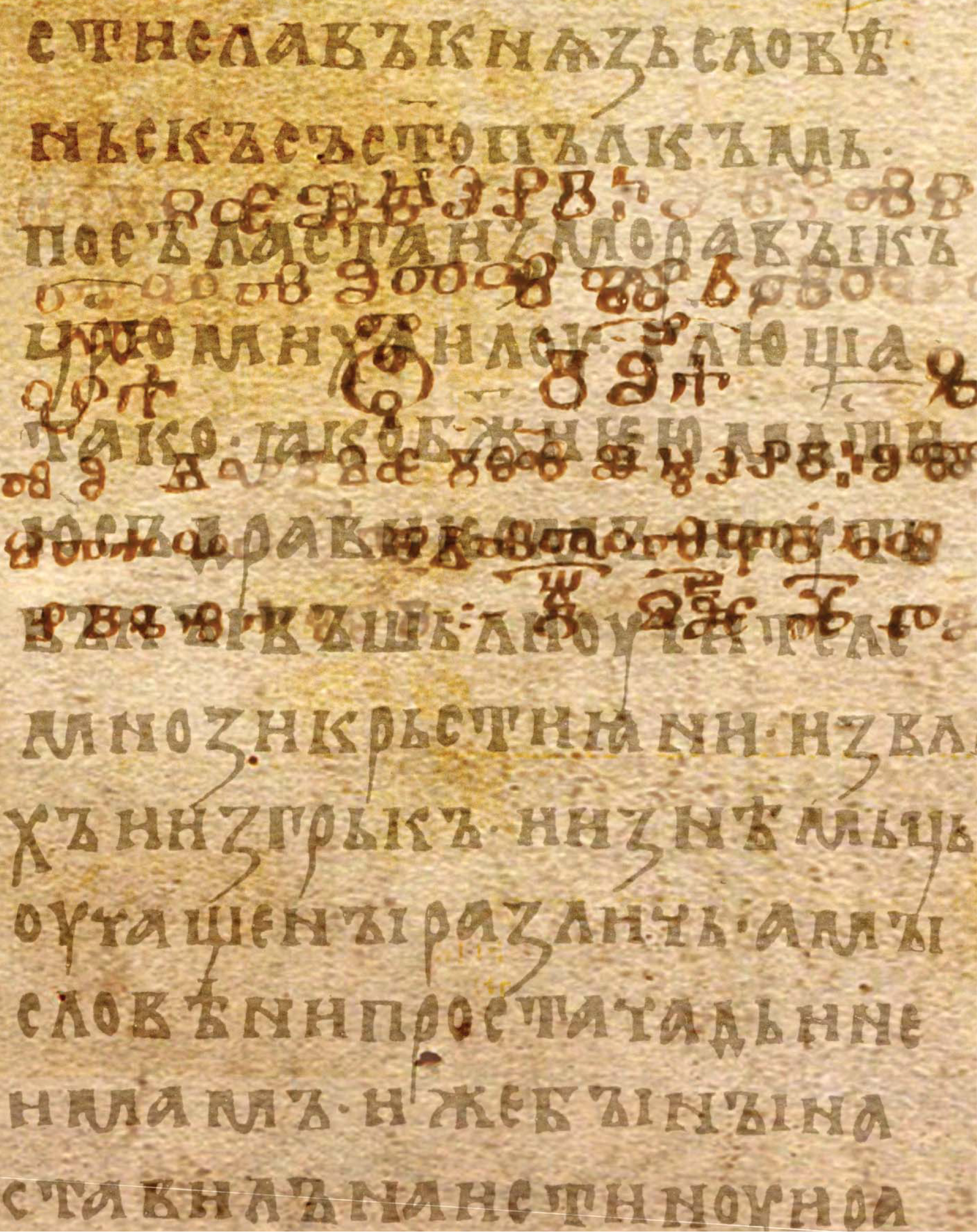
List Svatopluka I. z roku 880.

Kolem 22. března 890 uspořádal král Arnulf táhnoucí do Panonie obecný sjezd s králem Svatoplukem na místě zvaném Omuntesberg (Omuntesperch, obvykle spojován s lokalitou Omuntesdorf, podle dalšího názoru s lokalitou Amandhegy-Pannonhalma). Svatopluk vystupoval v zájmu papeže a měl přimět Arnulfa, aby navštívil Řím a připojil do své správy Italské království uchvácené „zlými křesťany a dotírajícími pohany“. Arnulf, ač nerad, nevyhověl, neboť byl zaměstnán různými spory ve svém vlastním království. Arnulf oficiálně postoupil Svatoplukovi Čechy, neboť byl k němu vázán rodinnými svazky. Tím Arnulf potvrdil Svatoplukův nárok na české území, ovšem také dopomohl Svatoplukovi k tomu, aby vymanil i Čechy z franského vlivu. To vyvolalo rozbroj, Arnulf platnost mírové smlouvy přerušil a odpověděl překvapivým vpádem na Moravu, kde plenil vše, co nebylo chráněno. V roce 891 Arnulf poslal své vyslance k Moravanům, aby obnovil mír. Jedním z vyslanců byl biskup Wiching, který za nového nepřátelství se Svatoplukem musel opustit Moravu. Svatopluk však roku 892 ignoroval Arnulfovo tažení na východ a Arnulf se setkal v Hengstfeldu poblíž Štýrského Hradce s chorvatským vévodou Braslavem a začal spřádat plán, jak vtrhnout na Moravu. Na pomoc přizval Franky, Bavory a Alamany a protože nemohl Svatopluka porazit, odstranil zátarasy bránící vpádům Uhrů a přizval dokonce i uherskou výpravu, aby napadla Dákii za Tisou, která byla poslušna Svatopluka. a v červnu po čtyři týdny pustošil. V září vyslal posly s dary k bulharskému králi Vladimírovi za účelem vyjednávání obnovení míru a embarga na vývoz soli Moravanům. Poslové však pro nástrahy Svatopluka nemohli nastoupit cestu po souši ani po Drávě, neboť až tam sahalo panství Svatopluka, a museli použít toku Sávy. Protože Svatopluk poskytl azyl mladému markraběti ve východním pohraničí Engilšalkovi II., synovi Engilšalka I. Hornopanonského, Arnulf opět vtrhl do Svatoplukova království za účelem plenění, avšak vrátil se pro nastrojené úklady jen s velkými potížemi. Za vyváznutí děkoval Arnulf jen zázračnému zákroku svého patrona sv. Jimráma (Emmerama). V roce 894 Svatopluk zemřel. Na podzim byla mezi Bavory a Moravany uzavřena mírová smlouva.

## Wichingovy intriky

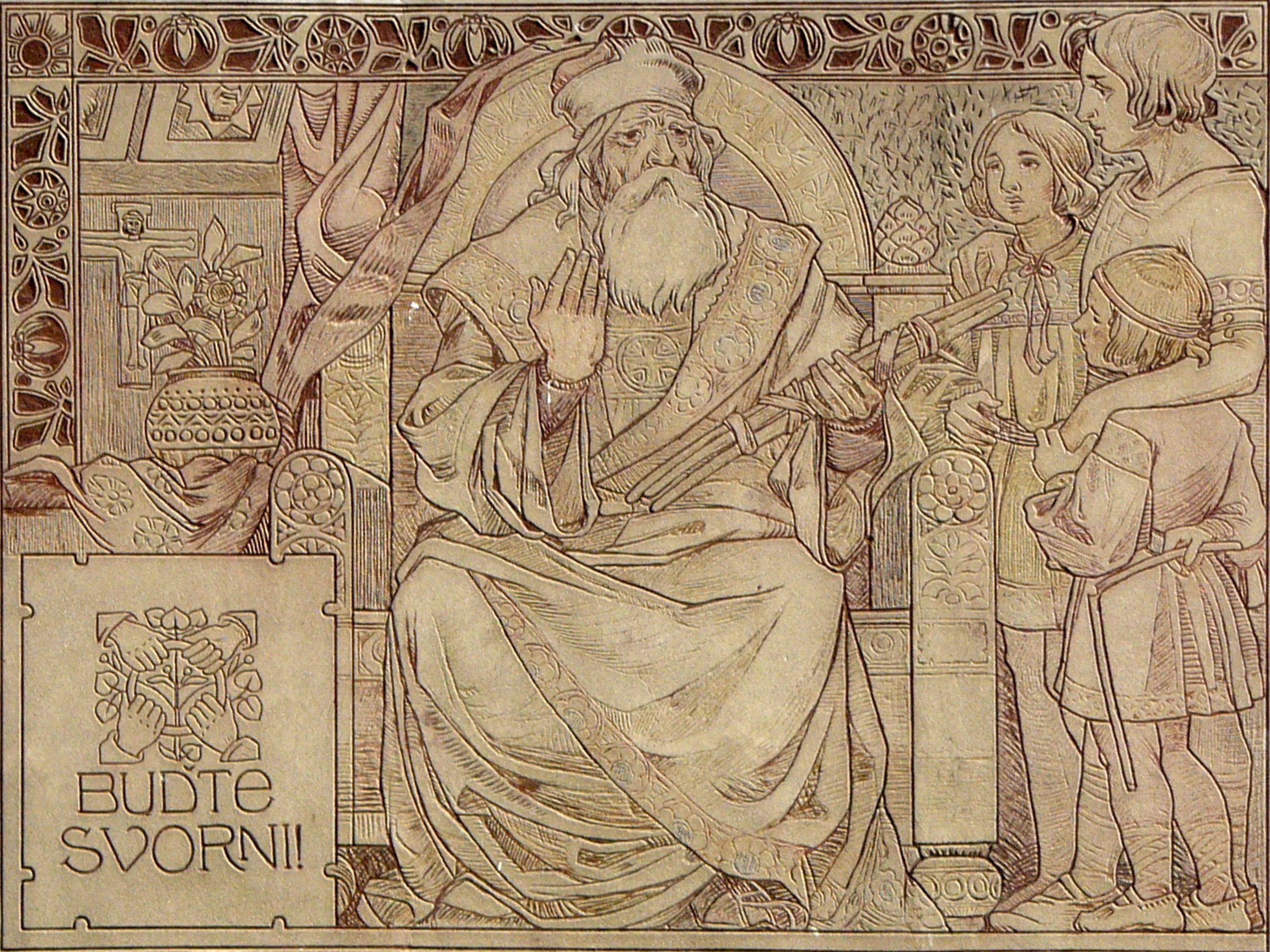
Svatopluk I. se třemi pruty a jeho tři synové Mojmír II., Svatopluk II. a Predslav

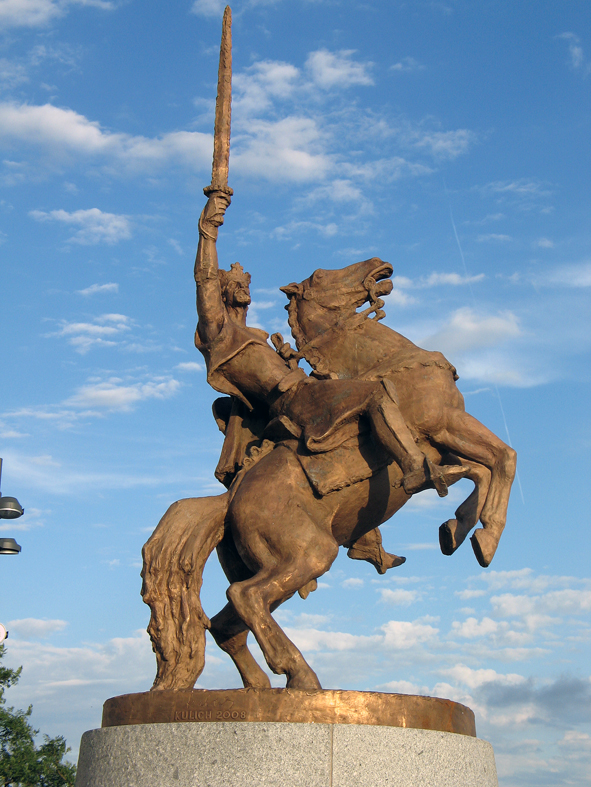
Jezdecká socha Svatopluka I. v areálu Bratislavského hradu

Od roku 870 se švábský kněz Wiching snažil zničit celou staroslověnskou misii i samotného arcibiskupa Metoděje a snažil se v tomto směru ovlivňovat v teologických otázkách nezkušeného Svatopluka. Svatoplukův kancléř Jan z Benátek doručil roku 879 papeži Svatoplukův list se stížností na Metodějova kázání a slovanské bohoslužby, pravděpodobně obsahující Wichingovy pomluvy. Papež na to ihned Metoděje upozornil a nařídil, aby v Římě vysvětlil své učení a slovanskou bohoslužbu, kterou mu údajně zakázal v listu doručeném po legátovi Pavlovi. Někdy na přelomu let 879 a 880 se Metoděj vydal na cestu do Říma za doprovodu Svatoplukova pobočníka, kterým byl zemský župan Zemižizň. Metoděj Wichingovy pomluvy vyvrátil, jak lze usuzovat z listiny „Industriae tuae“ potvrzujícího Metoděje arcibiskupem svaté církve moravské. Na Svatoplukovu žádost papež Jan VIII. vysvětil kněze Wichinga na biskupa církve nitranské a přikázal, aby byl Wiching ve všem Metodějovi poslušen. Nicméně ještě před Metodějem dorazil na Moravu dříve Wiching s falešnou listinou, že byl ustanoven arcibiskupem Moravy právě on a tvrdil, že Metoděje a jeho učení papež přikázal vyhnat ze země. Když konečně dorazil Metoděj s pravou listinou, byla na nějakou dobu Wichingova strana potlačena. Wiching však pravděpodobně nechtěl dbát papežových příkazů. Metoděj totiž obdržel od papeže Jana VIII. list psaný 23. března 881, v němž je ujišťován, že kromě Apoštolského listu („Industriae tuae“) jiný list nenapsal a cokoliv jiného, než je v této listině z roku 880, nepřikázal. Zloba Wichingova neustávala, proto jej roku 884 Metoděj exkomunikoval a zbavil biskupských pravomocí, dokud se nepodřídí autoritě arcibiskupa stvrzené papežem. Wiching se pomocí lživých udání vetřel k novému papeži Štěpánovi V., u kterého získal zákaz slovanské liturgie a nařízení, aby moravští kněží, pokud se nepodřídí, byli vypuzeni ze země. Mezitím zemřel 6. dubna 885 Metoděj a jeho nástupcem nebyl papežem uznán Metodějem doporučený moravský kněz Gorazd, dokud se sám osobně nepředstaví papeži. Biskupský úřad uchvátil Wiching, kterého na Svatoplukovo přání papež Jan VIII. již roku 880 vysvětil za nitranského biskupa a kterého za tím účelem Svatopluk vyslal do Říma, když Jan VIII. vyjádřil ochotu vysvětit i dalšího biskupa, aby Metoděj mohl světit biskupy sám. Svatoplukem tolerovaný Wiching nechal Gorazda spolu s dalšími uvrhnout do žaláře. Podle Theofylaktova „Života Klimenta, biskupa Bulharů“, se tak stalo bez vědomí momentálně nepřítomného Svatopluka, avšak s jeho dřívějším povolením o převzetí církve. Staroslověnsky vzdělaní kněží a mniši (bylo jich na dvě stovky) byli doslova vyvedeni v okovech ze země, protože tito Metodějovi žáci nechtěli zradit dílo a odkaz svého učitele a odmítli se podřídit papežovu dokumentu přineseném Wichingem, protože po dřívějších zkušenostech s Wichingem falšovanými listinami nevěřili v jeho platnost. Někteří našli útočiště v Čechách, v Polsku a na Balkáně. Wiching nechal zbylými kněžími potlačit užívání staroslověnské liturgie (na vyhnání staroslověnských kněží neměl potřebné pravomoci).
Ke konci Svatoplukovy vlády musel opustit Moravu nitranský biskup (a nástupce Metoděje) Wiching. Svatopluk totiž záhy zjistil, že Wiching se proti němu opakovaně spolčoval s králem Arnulfem.
Svatopluk zemřel roku 894, podle Dukljanské kroniky (kap. IX) sedmnáctého dne v měsíci březnu, podle dnešního kalendáře 9. března. Podle legendy na základě pozdějšího díla O spravování říše Konstantina VII. Porfyrogennéta Svatopluk na smrtelné posteli vyzýval své tři syny ke svornosti jako účinné obraně vůči sousedním nepřátelům a zabezpečení zachování politické moci Velkomoravské říše. Přestože legenda o třech prutech Svatoplukových hovoří o třech jeho synech a následnících, z historických zdrojů jsou známí pouze dva. První, Mojmír II., se po otcově smrti stal velkomoravským knížetem. Druhý syn, Svatopluk II., získal v léno nitranské knížectví. Jméno Predslava, třetího možného syna, je zmíněno v historii v souvislosti se Svatoplukem jen jednou, bez výslovného uvedení, že je jeho synem.
Brzy po roce 894 došlo mezi syny k rozbroji a započal se rozpad Velkomoravské říše.